# Janina Gawrysiak
Janina Gawrysiak (ur. 13 stycznia 1939 w Rudce na Podlasiu) – polska historyk i archiwistka, nauczyciel akademicki, związana z Katolickim Uniwersytetem Lubelskim.

## Życiorys
Absolwentka historii Katolickiego Uniwersytetu Lubelskiego (1963). W trakcie studiów pełniła od 1959 funkcję sekretarza Koła Naukowego Historyków Studentów KUL. Doktorat w 1989 tamże (Rejestracja ruchu naturalnego ludności w Lubelskiem w XIX wieku; promotor: Zygmunt Sułowski). Zatrudniona na KUL od 1963 jako asystent, od 1965 starszy asystent Katedry Historii Średniowiecznej i Nauk Pomocniczych Historii w Sekcji Historii Katolickiego Uniwersytetu Lubelskiego Jana Pawła II. Od 1971 asystent dokumentacji naukowej, od 1973 dokumentalista, następnie starszy dokumentalista. Od 1 kwietnia 1991 do 31 grudnia 2004 kierownik Archiwum Uniwersyteckiego Katolickiego Uniwersytetu Lubelskiego. Zajmuje się demografią historyczną. Jest autorką wielu bibliografii polskiej demografii historycznej. Obecnie na emeryturze. 28 kwietnia 2022 została odznaczona Krzyżem Pro Ecclesia et Pontifice.
W 2005 roku weszła w skład dwuosobowej komisji (obok Janusza Wrony z UMCS) powołanej przez abp. Józefa Życińskiego do zbadania inwigilacji KUL przez Służbę Bezpieczeństwa. Raport badań komisji nie został upubliczniony.

## Wybrane publikacje
- Grupy wyznaniowe ludności w Lubelskiem w XIX wieku w świetle rejestracji ruchu naturalnego, Lublin: Towarzystwo Naukowe Katolickiego Uniwersytetu Lubelskiego 1992.
- Bogu i Ojczyźnie: Katolicki Uniwersytet Lubelski w wypowiedziach Prymasów Polski, red. i wybór Alina Rynio, Janina Gawrysiakowa, Marian Butkiewicz, Lublin: Katolicki Uniwersytet Lubelski Jana Pawła II 2008.
- (współautor: Małgorzata Józwik), NSZZ „Solidarność” w Katolickim Uniwersytecie Lubelskim 1980-2010, Lublin: Wydawnictwo KUL 2015.